# Damastes (mitologia)
D'acord amb la mitologia grega, Damastes, anomenat també Procust (en grec antic, Προκρούστης) i Polipèmon, fou un bandit que vivia al camí de Mègara a Atenes.
Damastes (o Procust) tenia dos llits de mida diferent: un de llarg i l'altre curt. Obligava els viatgers a estirar-se en un. Si eren de molta estatura, els posava al llit petit i, perquè hi cabessin, els tallava els peus. Els baixets els posava al gran i els estirava els membres violentament fins que s'hi adaptaven. Teseu el va matar en la seva última aventura, quan anava de Trezè (la seva ciutat natal, al Peloponès) a Atenes. Per fer-ho, el va reptar a comprovar si el seu cos cabia en algun dels llits. En estirar-se Damastes, Teseu el lligà i li tallà primer els peus, i després, el cap.
Higí el fa fill de Neptú, i comenta que, per alguns autors, hi havia un sol llit i que l'utilitzava amb els viatgers de la mateixa manera.